# Leucospis brasiliensis
Leucospis brasiliensis är en stekelart som beskrevs av Boucek 1974. Leucospis brasiliensis ingår i släktet Leucospis och familjen Leucospidae. Inga underarter finns listade i Catalogue of Life.